# Wolfsbehringen
Wolfsbehringen is een plaats in de Duitse gemeente Hörselberg-Hainich in  Thüringen. De gemeente maakt deel uit van het Wartburgkreis. Wolfsbehringen wordt voor het eerst vermeld in een oorkonde uit 932. Het dorp werd in 1999 bij Behringen gevoegd  en maakt sinds 2007 deel uit van Hörselberg-Hainich.